# Dzielnica Rybacka (Ulm)
Dzielnica Rybacka (niem. Fischerviertel) – część Starego Miasta w Ulm, zamieszkana niegdyś przez rzemieślników, związanych przede wszystkim z rybactwem rzecznym. 
Dzielnica Rybacka położona jest u ujścia do Dunaju kanałów Kleine Blau i Große Blau. Dzielnica charakteryzuje się malowniczymi pejzażami miejskimi, licznymi, rozłożonymi wzdłuż kanałów domami szachulcowymi, z których najważniejsze to:
- Krzywy Dom (Schiefes Haus) z około 1500,
- Fischergasse 18 - dom przewoźnika,
- Fischergasse 22 - dom piekarza,
- Fischergasse 23 - dom rybaka,
- Zunfthaus - siedziba cechowa rybaków,
- Schönes Haus - dom bogato zdobiony w motywy rzeczne.

Centrum dzielnicy to wyspa Blau z licznymi kawiarniami, restauracjami i sklepami. Całość okalają mury obronne z XII wieku, po części zamienione na promenadę. Czynne jest także koło młyńskie. U ujścia kanałów do Dunaju umieszczono sześć półzatopionych łodzi rybackich.
Ta część miasta stosunkowo najmniej ucierpiała podczas alianckich bombardowań w czasie II wojny światowej, w 1944. Ulm było wtedy jednym z najbardziej zniszczonych miast w Niemczech. 
Dzielnica wzbudzała zachwyt u Hermanna Hessego, który zwiedzał Ulm.